# Leopold-Orde

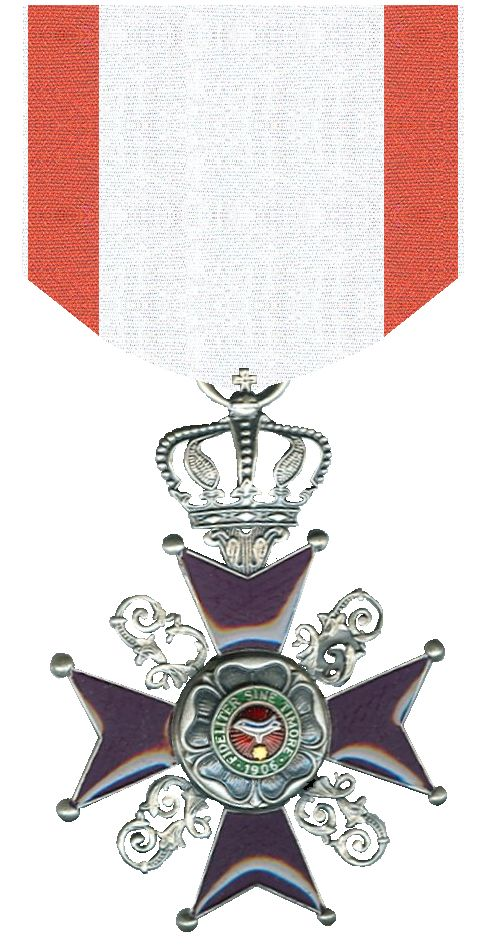
Kruis van na 1916

De Leopold-Orde van het Vorstendom Lippe, ook Lippe-Detmold genoemd, werd op 24 juli 1906 door vorst Leopold IV van Lippe ingesteld voor "bijzondere militaire en burgerlijke verdienste".
Deze ridderorde kende bij de stichting één enkele graad maar kon mét en zonder kroon worden toegekend. Er werden later ook nieuwe graden en versierselen aan deze Orde toegevoegd. In het Duitsland van voor de Eerste Wereldoorlog waren onderscheidingen erg belangrijk en de toenmalige standenmaatschappij had de behoefte om de standsverschillen en de ingewikkelde etiquette van de vorstenhoven in de onderscheidingen tot uitdrukking te laten komen. Zo kwamen er:
- Een "steckkreuz" met kroon (1906)
- Een "Kruis van Verdienste in Zilver" (1908)
- Een Zilveren Medaille (1908)
- Een Bronzen Medaille
- Een Gouden Medaille (1910)
- Een zilveren keten met kleinood (na 1910)
- Een Groot Erekruis als "steckkreuz" (na 1910)
- Een "Zilveren Kruis van Verdienste met Kroon" (1913)
- Een Gouden Medaille "met de zwaarden" (na 1916)
- Een Zilveren Medaille "met de zwaarden" (na 1916)
- Een Bronzen Medaille "met de zwaarden" (na 1916)

Deze laatste medaille werd wel geslagen maar nooit verleend.
Het versiersel of kleinood van de Orde is een violet geëmailleerd zilveren kruis met zilveren initialen "L" in de armen van het kruis. Op de acht punten van het kruis zijn zilveren ballen bevestigd. Als verhoging kon een zilveren beugelkroon worden aangebracht.
In 1916 werd het kleinood veranderd; het medaillon stelde nu een zilveren roos (de roos is het symbool van het Huis Lippe) met daarin een zwaluw (het symbool van het Huis Lippe-Biesterfeld) voor. Op de ring staat het motto "FIDELITER SINE TIMORE" (Latijn:"trouw zonder vrees").
Het erekruis was een Latijns kruis met ronde uiteinden en breder wordende armen. Op het kruis was een medaillon met het gekroonde monogram "L" geplaatst.
De medailles waren rond en droegen de beeldenaar van de regerende vorst van Lippe. Om de beeldenaar stond "LEOPOLD IV FÜRST ZUR LIPPE" en op de keerzijde stond binnen een lauwerkrans "FÜR VERDIENST".
Wanneer de medailles met zwaarden werden verleend werden deze aan de ring waarmee de medaille aan het lint hangt bevestigd. Waar de zwaarden elkaar kruisen is een eikenblad gelegd.
Van het kruis bestaan drie uitvoeringen. De kruizen en medailles die tussen 1906 en 1910 werden verleend
Het lint was wit met twee rode banen.
In 1918 werd de vorst tot aftreden gedwongen. De ridderorden van Lippe werden officieel afgeschaft.